# رمالة (حجر الصيعر)

تعديل مصدري - تعديل

رمالة هي إحدى قرى عزلة حجر الصيعر بمديرية حجر الصيعر التابعة لمحافظة حضرموت، بلغ تعداد سكانها 90 نسمة حسب تعداد اليمن لعام 2004.